# Arnold J. Toynbee
|  | En onkel var økonomihistorikeren Arnold Toynbee, 1852-1883. |
Arnold Joseph Toynbee (født 14. april 1889 i London, død 22. oktober 1975 i York) var en britisk historiker som skrev en 12-binds analyse af civilisationernes vækst og fald, A Study of History (1934–1961). Værket var en syntese af verdenshistorien, en meta- eller universalhistorie baseret på en teori om at civilisationer gennemgår en vækst-, blomstrings- og forfaldsperiode, hvor han undersøgte historien fra et globalt perspektiv.